# Henry Fairfield Osborn
Henry Fairfield Osborn (Fairfield, Connecticut, 8 de agosto de 1857 — Nova Iorque, 6 de novembro de 1935) foi um geólogo, paleontólogo e eugenicista norte-americano.
Era pai do conservacionista e naturalista Henry Fairfield Osborn, Jr (1887-1969).
Era um especialista em mamíferos fósseis. Ele descobriu e nomeou os famosos Tyrannosaurus rex em 1905 e Velociraptor em 1924.
Foi laureado com a Medalha Geográfica Cullum de 1919 pela Sociedade Geográfica Americana, com a medalha Wollaston de 1926 pela Sociedade Geológica de Londres e com a Medalha Daniel Giraud Elliot de 1929 pela Academia Nacional de Ciências dos Estados Unidos.

## Teorias

### Teoria doDawn Man
Osborn desenvolveu sua própria teoria evolucionária das origens humanas, chamada de "Teoria da Aurora do Homem". Sua teoria foi fundamentada na descoberta do Homem de Piltdown (Eoanthropus), datado do Plioceno Superior. Escrevendo antes de Piltdown ser exposto como uma farsa, o Eoanthropus ou "Homem da Aurora" Osborn afirmava ter derivado de um ancestral comum com o macaco durante o período Oligoceno, que ele acreditava ter se desenvolvido inteiramente separadamente durante o Mioceno (16 milhões de anos atrás). Portanto, Osborn argumentou que todos os macacos (Simia, seguindo a classificação pré-darwiniana de Linnaeus) evoluiu inteiramente paralelamente aos ancestrais do homem (homo). O próprio Osborn escreveu:
Todos nós suportamos a hipótese do macaco e por tempo suficiente. Estamos felizes em receber essa nova ideia da aristocracia do homem em um período ainda mais remoto do que o início da idade da pedra.
Embora acreditando na ancestralidade comum entre o homem e o macaco, Osborn negou que este ancestral fosse semelhante ao macaco. O ancestral comum entre o homem e o macaco Osborn sempre sustentou ser mais humano do que o macaco. Escrevendo a Arthur Keith em 1927, ele observou "quando nosso ancestral Oligoceno for encontrado, não será um macaco, mas será surpreendentemente pró-humano". Seu aluno William K. Gregory chamou a visão idiossincrática de Osborn sobre as origens do homem como uma forma de "Evolução Paralela", mas muitos criacionistas interpretaram mal Osborn, muito frustrando-o, e acreditaram que ele estava afirmando que a humanidade nunca evoluiu de uma forma de vida inferior.

### Vistas evolucionárias
Osborn foi originalmente um defensor do neo-lamarckismo de Edward Drinker Cope, no entanto, mais tarde ele abandonou essa visão. Osborn se tornou um defensor da seleção orgânica, também conhecida como efeito Baldwin.
Osborn acreditava na ortogênese; ele cunhou o termo aristogênese para sua teoria. Sua aristogênese foi baseada em uma "abordagem físico-química" da evolução. Ele acreditava que os aristogenes operam como biomecanismos no plasma genético do organismo. Ele também defendia a visão de que as mutações e a seleção natural não desempenham nenhum papel criativo na evolução e que a aristogênese foi a origem de uma nova novidade. Osborn equiparou esta luta pelo avanço evolutivo com o esforço pela salvação espiritual, combinando assim seus pontos de vista biológicos e espirituais.

### Raça
Ele defendeu uma visão comum da época, ou seja, que a hereditariedade é superior às influências do meio ambiente. Como uma extensão disso, ele aceitou que raças distintas existiam com traços hereditários fixos, e considerou a "raça" nórdica ou anglo-saxônica a mais alta. Osborn, portanto, apoiou a eugenia para preservar "boa" linhagem racial. Devido a isso, ele endossou The Passing of the Great Race de Madison Grant é escrevendo tanto a segunda e quarta prefácios do livro, que argumentou para tais pontos de vista. O livro também teve grande influência em Adolf Hitler. Hitler chamou o livro de "sua bíblia", pois defendia um sistema rígido de seleção por meio da eliminação daqueles que são fracos ou inadequados.

## Livros publicados
- From the Greeks to Darwin: An Outline of the Development of the Evolution Idea (1894)
- Present Problems in Evolution and Heredity (1892)
- Evolution of Mammalian Molar Teeth: To and From the Triangular Type (1907)
- Men of the Old Stone Age: Their Environment Life and Art (1915)
- The Origin and Evolution of Life (1916)
- Men of the Old Stone Age (1916)
- The Age of Mammals in Europe, Asia and North America (1921)
- Evolution and Religion (1923)
- Evolution And Religion In Education (1926)
- Man Rises to Parnassus', Critical Epochs in the Pre-History of Man (1927)
- Aristogenesis, the Creative Principle in the Origin of Species (1934)